# André Tacquet
André Tacquet (23. června 1612, Antverpy, Belgie – 22. prosince 1660, tamtéž) byl vlámský matematik, který položil základy pro objev infinitezimálního počtu.
Tacquet v roce 1629 vstoupil do jezuitského řádu. V letech 1631 až 1635 studoval v Lovani matematiku, fyziku a logiku. Stal se významným matematikem, jehož práce byly překládány i do italštiny a angličtiny.
V matematice zformuloval některé základní koncepty, které pomohly Isaaku Newtonovi a Gottfriedu Wilhelmu Leibnizovi při formulaci metod diferenciálního a integrálního počtu. Jeho nejslavnějším dílem je pravděpodobně Cylindricorum et annularium (1651). V této knize, která ovlivnila i Blaise Pascala a jeho současníky, Tacquet ukázal, jak může pohybující se bod generovat křivku a zformuloval také teorie plochy a objemu.